# Muscolo peroneo breve
Nell'anatomia umana il muscolo peroneo breve è un muscolo della gamba, situato nella sua parte antero-laterale. Gli altri muscoli peronei sono il muscolo peroneo lungo e il muscolo peroneo anteriore.

## Anatomia
Si ritrova al fianco del muscolo estensore lungo dell'alluce e sotto il muscolo peroneo lungo. Origina nei due terzi inferiori della faccia anteriore della fibula e si dirige all'apice del malleolo laterale, terminando poi sulla tuberosità del V metatarsale. Flette la caviglia plantarmente ed everte il piede.